# Margarete Buber-Neumann

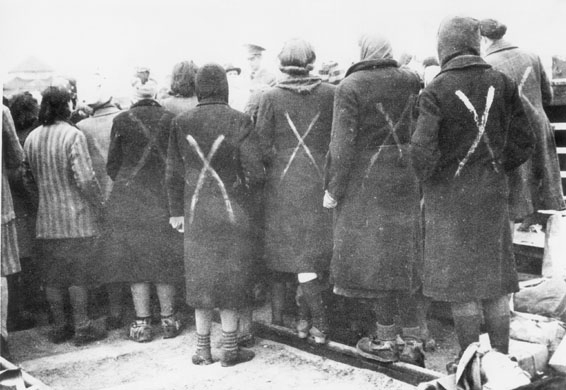
Supervivientes prisioneras del campo de concentración de Ravensbrück son seleccionadas por la Cruz Roja para su liberación. Abril 1945

Margarete Buber-Neumann (nacida como Margarete Thüring, Potsdam, 21 de octubre de 1901-Fráncfort del Meno, 6 de noviembre de 1989) fue una destacada miembro del Partido Comunista de Alemania durante los años de la República de Weimar. Sobrevivió a prisión, tanto en la Unión Soviética como en la Alemania nazi.

## Biografía
En su juventud fue activista en organizaciones juveniles socialistas. Después de la Primera Guerra Mundial se volvió más radical y se unió al recién fundado Partido Comunista Alemán (KPD). En 1922 se casó con Rafael Buber, judío e hijo del filósofo Martin Buber. Tuvieron dos hijas. Tras su divorcio en 1929, se casó de nuevo, con el dirigente comunista alemán Heinz Neumann. Cuando los nazis llegaron al poder en 1933, Neumann se exilió en la Unión Soviética, residiendo junto con otros comunistas en el Hotel Lux. Durante la década de 1930 ambos trabajaron para la Internacional Comunista, primero en Francia y luego en España, durante la guerra civil española.
En 1937, Heinz Neumann fue arrestado en Moscú como parte de la Gran Purga de Iósif Stalin y más tarde ejecutado. Margarete nunca se enteró de su destino exacto. Fue arrestada y enviada a un campo de trabajo del Gulag en Siberia como "esposa de un enemigo del pueblo". Tras el pacto nazi-soviético de agosto de 1939, formó parte de un número de comunistas alemanes entregados a la Gestapo en 1940 por los soviéticos.
Luego Buber-Neumann fue apresada y enviada al campo de concentración de Ravensbrück. Debido a que había renunciado al comunismo como resultado de sus experiencias en la Unión Soviética, fue tratada como prisionera relativamente privilegiada, lo que le permitió sobrevivir cinco años en el campo. Trabajó en la Siemens en una planta adjunta al campo, y más tarde en el campo, para el secretario oficial de las SS-Oberaufseherin Langefeld Johanna. Sin embargo, junto con todos los demás presos, tuvo que soportar el hambre, el frío, las enfermedades, los bichos, los castigos corporales y los períodos de confinamiento solitario en la oscuridad total; padecimiento que habría sufrido ya mientras se hallaba confinada en Siberia. Fue liberada en abril de 1945.
Después de la Segunda Guerra Mundial Buber-Neumann pasó algunos años en Suecia, para regresar a Alemania en la década de 1950. En 1948 publicó Als Gefangene bei Stalin und Hitler ("Bajo dos dictadores: Prisionera de Stalin y Hitler"), un relato de sus años en los campos nazis y soviéticos, que despertó la hostilidad de los alemanes y los comunistas soviéticos. En 1949, en París, declaró su apoyo a Víktor Krávchenko demandando a una revista relacionada con el Partido Comunista Francés por difamación tras ser acusado de inventarse su versión sobre los campos de trabajo soviéticos. Buber-Neumann corroboraba lo contado por Krávchenko con gran detalle, contribuyendo a su victoria en el caso.
En 1957, Buber-Neumann publicó Von Potsdam nach Moskau: Stationen eines Irrweges (De Potsdam a Moscú: Estaciones de un camino equivocado). En 1963 publicó una biografía de su amiga en Ravensbrück, Milena Jesenská (Kafkas Freundin Milena). En 1976 publicó La Llama extinta: los destinos de mi tiempo, en el que alegaba que el nazismo y el comunismo eran en la práctica lo mismo. Para entonces se había convertido en una política conservadora, uniéndose en 1975 a la Unión Demócrata Cristiana (CDU).
En 1980, Buber-Neumann fue galardonada con la Gran Cruz del Mérito de la República Federal de Alemania. Murió en Fráncfort del Meno en 1989. Sus hijas de su matrimonio con Rafael Buber se establecieron en Israel después de la guerra.